# ケネソー
ケネソー（Kennesaw）は、アメリカ合衆国ジョージア州のコブ郡にある都市。人口は3万3036人（2020年）。アトランタの北西40キロメートルに位置している。
名称はケネソー山から来ている。ケネソー山の標高は550メートルで、アトランタ都市圏内の最高所である。
ケネソー州立大学が立地する学園都市である。

## 歴史
1830年代に北のテネシー州側からアトランタまで鉄道が建設された際に、労働者の仮設住宅群が建設された。これがケネソーの起源となったと言われている。この集落は粗末な造りで、非公式には「シャンティタウン」と呼ばれていた 。
南北戦争中はケネソー山の戦いやアンドリュース攻撃など重要な戦闘が繰り広げられた。
1887年に法人化し「ケネソー市」が誕生した。

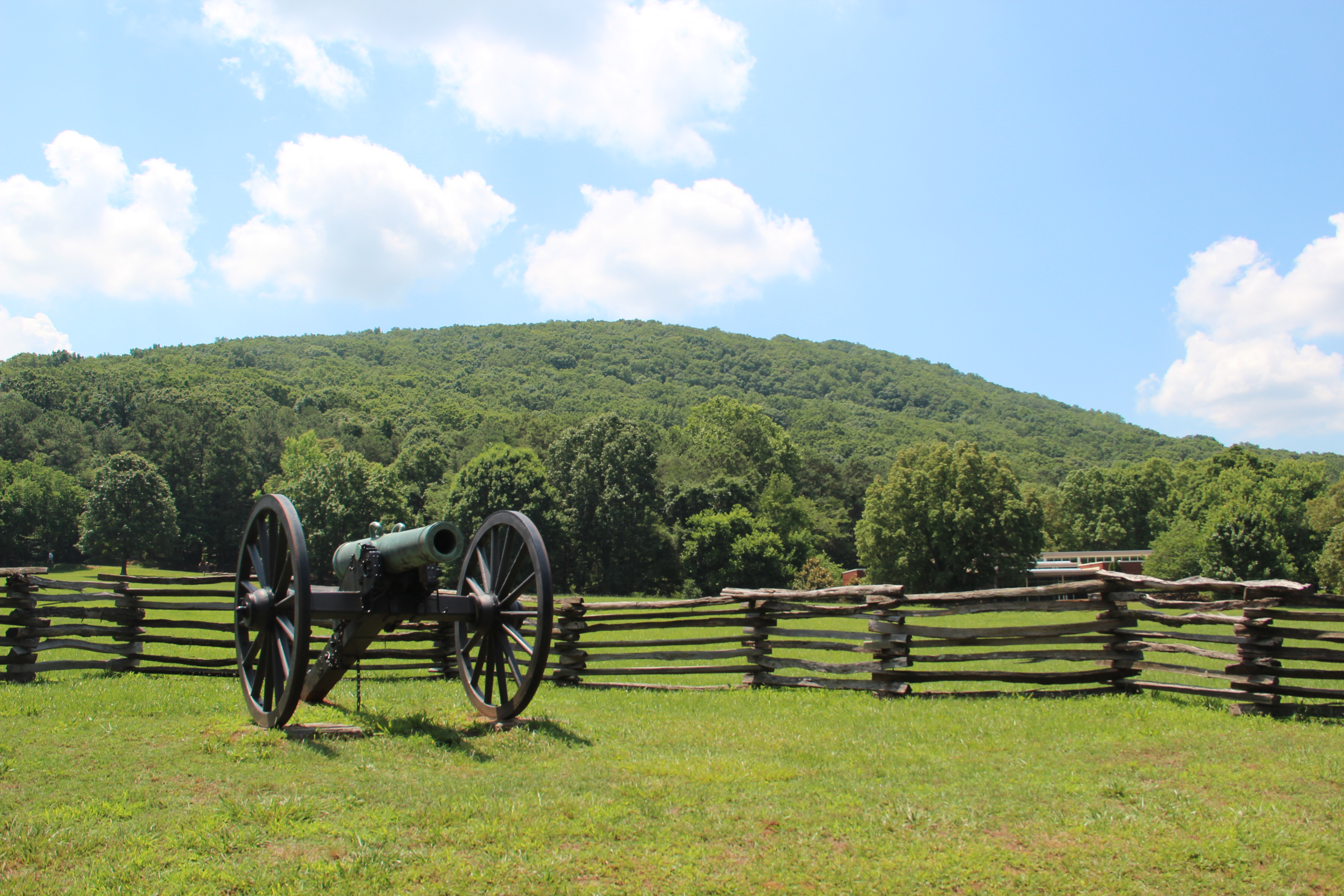
ケネソー山